# Hortoneda de la Conca (antiguo municipio)
Hortoneda de la Conca es un antiguo municipio de la provincia de Lérida, Cataluña, España. Perdió su independencia municipal en 1969, cuando fue añadido al municipio de Pallars Jussá. En 1994 el municipio así llamado cambió su nombre por el actual (Conca de Dalt) al dividirse Cataluña en comarcas: el nombre del municipio se podría confundir con el de la comarca a la cual estaba adscrito. El término actualmente nombrado Conca de Dalt se formó con la unión de los antiguos municipios de Aramunt, Claverol, Hortoneda de la Conca y Toralla y Serradell.
En 1812 con la implantación de los ayuntamientos modernos fruto del desarrollo de la Constitución de Cádiz, se crearon en un primer momento los ayuntamientos de Herba-savina, Hortoneda y Pessonada. En febrero de 1847, al aplicarse una nueva ley municipal que limitaba el mantenimiento de los ayuntamientos a un mínimo de 30 vecinos (cabezas de familia), estos tres ayuntamientos se agruparon con Hortoneda, que se convirtió en cabeza del nuevo municipio, con el nombre de este pueblo. El Mas de Vilanova (Vilanoveta) pertenecía a Pessonada, y Segan pertenecía a Hortoneda.
El antiguo término de Hortoneda de la Conca limitaba al sur con los antiguos términos de Orcau, ahora del término municipal de Isona y Conca Dellá y Abella de la Conca; al oeste con los de Aramunt y Claverol, ambos dentro del municipio de Conca de Dalt, y con la Puebla de Segur; al norte con un enclave del término de Claverol (Baiarri) y con el antiguo término de Baén, del Pallars Sobirá (actualmente formando part del municipio de Bajo Pallars, al nordeste toca en un punto con el término municipal de Valls d'Aguilar (Alto Urgel) (antiguo término de Taús), al este con el término de Cabó, del Alto Urgel y al sudeste con el término de Abella de la Conca.

## Geografía

### Descripción del término
Si nos situamos en el extremo sudoeste del antiguo término de Hortoneda de al Conca, nos encontramos en el punto de unión de este con los antiguos términos de Aramunt (ahora parte de la Conca de Dalt) y de Orcau (ahora de Isona y Conca Dellá).

#### Perímetro del antiguo término

##### Límite con el antiguo término de Aramunt
El triterminal del punto anterior está en la mitad de la Costa Gran, a unos 1.080 m s. n. m. Desde aquí la línea del término con Aramunt baja hacia levante por la cadena de la imponente montaña de Sant Corneli, pero sin llegar a su cima, ya que se queda cerca y al este de su punto más alto. Desde aquí hasta el terminal baja hacia el nornoroeste por el tozal Gros hasta alcanzar el valle del río de Carreu a unos 550 m s. n. m. Pasa cerca y al este de Aramunt y marca un arco en dirección al noroeste, curvado hacia el nordeste. A casi 700 metros de altitud alcanza el tozal de Sant Pere, al noroeste de la cima, desde donde sigue hacia el noroeste hasta el lugar conocido como Llavaés, donde se encuentra un nuevo antiguo tritérmino, ahora entre Aramunt, Claverol y Hortoneda de la Conca, que en la actualidad queda en medio del término municipal de Conca de Dalt porque los tres pertenecen a él.

##### Límite con el antiguo término de Claverol
De Llavaés, el antiguo límite entre Hortoneda de la Conca y Claverol marcha hacia el noreste, hacia el extremo noroeste de las Feixancs de la Tremor, donde está la capilla de San Juanito y el Llano de la Torre, a 835,5 m s. n. m., desde donde el terminal gira hacia levante y un poco hacia el sur, para cercar el Tozal de Montserè, de 1080,6 m s. n. m. Un poco por encima de este tozal, el límite del término emprende la dirección noroeste, formando un arco curvado al noreste, siguiendo una carena, hacia el Tozal de Sant Martí, de 1011,4 m s. n. m. Un poco por encima de este segundo tozal, la línea del término rompe súbitamente hacia el nordeste, va a buscar el Roc de Llenasca (954,6 metros), Atraviesa el valle del barranco de Santa y se dirige al extremo noroeste del Roc de Santa, donde está el Roc de les Creus (923,6 metros) y, siempre en dirección nordeste, va a buscar el valle del barranco de la Molina, al este de Els Serrats y una poco al noroeste de la casa de la Molina. Desde este lugar el barranco mencionado lleva el terminal hasta el mismo Noguera Pallaresa, al lugar donde se halla la presa de Sossís (a 530 metros de altitud), el lado sudeste de la cual era el tritérmino de Claverol, Hortoneda de la Conca y la Puebla de Segur. El lugar exacto es la afluencia del barranco de la Molina en el Noguera Pallaresa, a 522,5 metros de altitud.

##### Límite con la Puebla de Segur

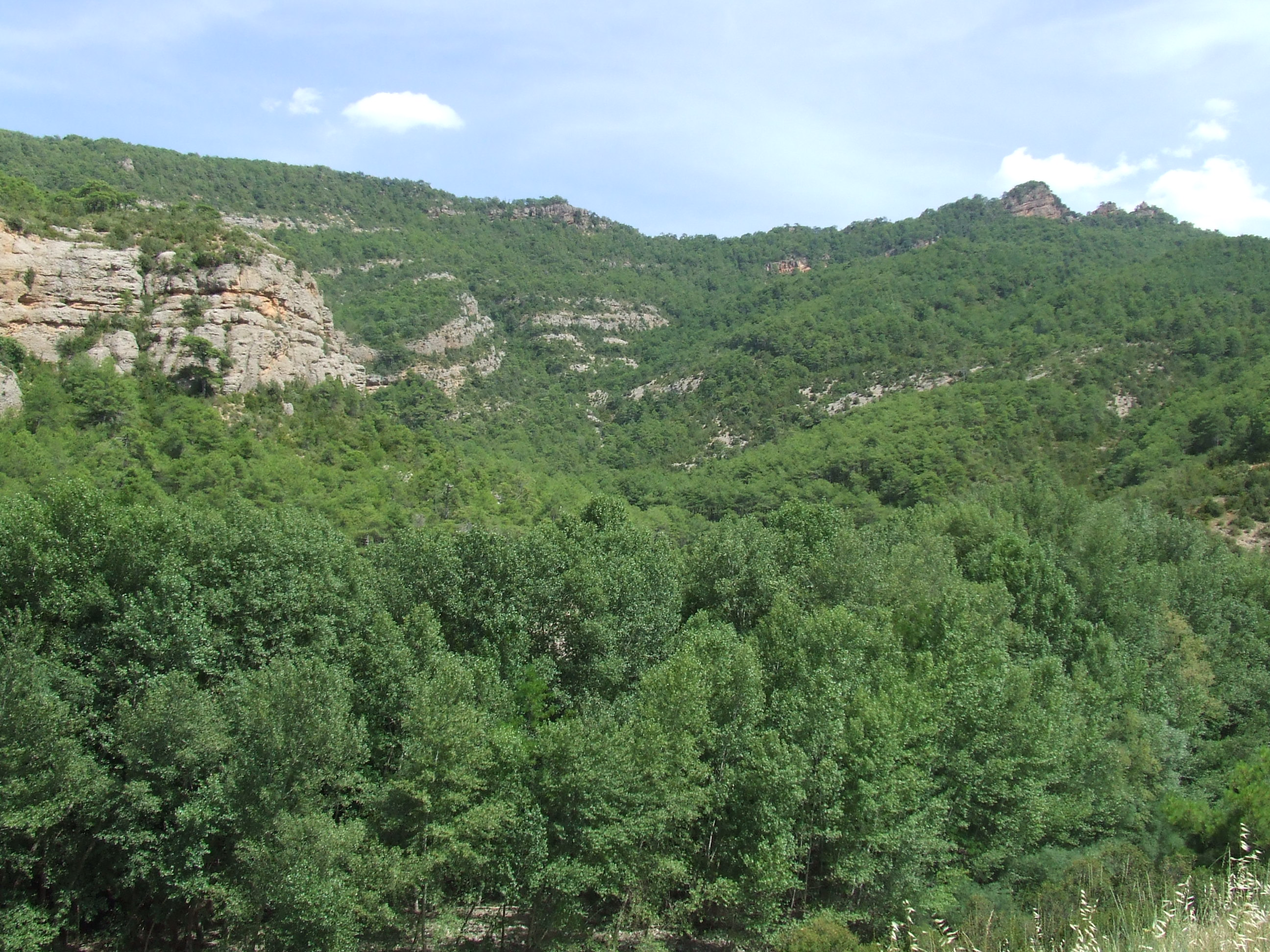
Llania, antigua cuadra y actual bosque.

De la presa de Sossís arranca hacia el nordeste, siguiendo siempre el mismo Noguera Pallaresa, el terminal con la Puebla de Segur, que ya no deja hasta el tritérmino con Claverol, en su antiguo enclave de els Masos de Baiarri, y la Puebla de Segur, en el lugar de encuentro del barranco de Llabro con la Noguera Pallaresa, del cual es afluente por la izquierda.
Este trozo de terminal atraviesa el territorio de la antigua cuadra de Llania, territorio medieval ampliamente documentado, pero actualmente del todo despoblado. Ocupa buena parte de la antigua cuadra el bosque de Llania.

##### Límite con el antiguo término de Claverol (enclave de los Masos de Baiarri)
Desde el punto anterior, el terminal sigue río arriba hacia el noreste, pero haciendo un amplio revuelo curvado hacia el noroeste. El límite del término de Hortoneda de la Conca deja aquí el Noguera Pallaresa y sigue el cauce del barranco de Llabro hasta que le afluye el barranco de la Font de l'Alou. En este punto el terminal gira poco trozo a levante, para seguidamente dirigirse hacia el sudeste subiendo por una carena hacia las Roques d'Eroles, hasta la Roca Cavalls (a 1.270,9 m s. n. m.), donde resigue una risquera que forma como un pequeño apéndice, primero hacia el sudeste y después rompiendo casi súbitamente hacia el norte, por encima de la Esplugueta de Roca de Cavalls, y girar al cabo de un poco al noreste. Así, llega al Roc Roig (pronunciado aquí Roc Roi) (1.337,4 metros). Desde aquí el terminal va bajando hacia el sudeste, pero haciendo un cajón hacia el nordeste, siempre siguiendo la risquera, pasa por el collado de Neda (1.292,8 metros) y sigue todavía la sierra de Coll de Neda hasta llegar a su extremo sudoriental: el collado de la Creu (1.297,3 metros), donde esta sierra conecta con el Montpedrós y los contrafuertes noroccidentales de la sierra del Boumort.
En este lugar el terminal rompe hacia el nordeste y por el Mal Graó baja directo al valle del barranco de Perauba justo al sudoeste de la borda del Músic. Una vez alcanzada esta llanura, la línea del término sigue el fondo del valle hacia el norte, pasando por el Planell d'Ísop, seguido por debajo y al este de las costes de Baiarri y al oeste de las Rocs de Brunet. Siempre hacia el norte para por debajo y al oeste de las Rocs de la Torre, donde la llanura y el termenal giran ligeramente hacia el noroeste, hasta la llanura de Castilló, afluente del barranco Fonda, en el Forcat de les Llaus, donde se encuentra el tritérmino entre los antiguos términos de Hortoneda de la Conca, Claverol (ahora ambos dentro de la Conca de Dalt) y Baén, actualmente perteneciente a Bajo Pallars, del Pallars Sobirá.

##### Límite con Bajo Pallars (antiguo término de Baén)
Desde el punto anterior el antiguo término de Hortoneda de la Conca y el actual de Conca de Dalt (además del de la comarca del Pallars Jussá) se va siguiendo el barranco de la Torre de Senyús hacia levante aguas arriba, decantándose ligeramente hacia el sur. La cabecera del barranco de la Torre de Senyús está formado por el barranquito Negre, que el termenal sigue todavía un trozo, hasta llegar al lugar donde, al norte del Pletiu del Duc, alcanza los 1.675 m s. n. m., en el Obaga Negra. Aquí el terminal corta súbitamente hacia el noroeste para subir la Sierra de Cuberes en el lugar del collado de Passavent (1.700 m). Del collado de Passavent, el terminal sube por la cadena hacia el sdeste, pasa por el norestede les Emprius, donde está el Cap del Solà de la Coma d'Orient (1.916,5 m). El terminal va siguiendo aproximadamente el camino del Pi Sec y marcha hacia levante hasta el Roc dels Quatre Alcaldes (1.893,2 m), donde se encuentran, como su nombre indica, cuatro alcaldes: el de Bajo Pallars (antiguo término de Baén, al noroeste (del Pallars Sobirá), el de Ribera d'Urgellet (antiguo término de Taús, al norte), el de Cabó al este (los dos últimos pertenecen al Alto Urgel) y el de Hortoneda de la Conca.

##### Límite con Noves de Segre (antiguo término de Taús)
Hortoneda de la Conca y Taús, actualmente Conca de Dalt y les Valls d'Aguilar se emplazan en un solo punto: el Roc dels Quatre Alcaldes, donde se hallan cuatro términos municipales: Bajo Pallars (antiguo término de Baén), les Valls d'Aguilar (antiguo término de Taús), Cabó y Conca de Dalt (antiguo término de Hortoneda de la Conca). Es además el punto de encuentro de tres comarcas: el Pallars Sobirá hacia el noroeste, el Pallars Jussá al sudoeste, y el Alto Urgel al este.

##### Límite con Cabó
El terminal con Cabó es bastante largo, contrastando con la brevedad con Taús. Del Pedró de los Cuatro Alcaldes, este terminal va a buscar la cadena que separa las aguas del Noguera Pallaresa de las del Segre (y por tanto las comarcas del Pallars Jussá y del Alto Urgel), y va siguiendo las cumbres: el tozal Negre (1.890,6 m s. n. m.) y el Tozal de Caners (1.942,5 m s. n. m.), en un primer tramo en que el límite discurre de norte a sur. En este último tozal la línea del término tuerce al sudoeste para ir a cercar la cadena principal de la sierra del Boumort, y la remonta por el prado Montaner (collado a 1.837,3 m s. n. m.) que enlaza ambas sierras.
Ya en la sierra del Boumort, el terminal sube hacia el collado del Cap de Dalt (2.064,4 m s. n. m.) y el collado de la Creueta de Boumort (2045,6 m s. n. m.), siempre hacia el sudoeste aunque no del todo en línea recta. Al llegar al collado de la Creueta del Boumort, el terminal rompe hacia el sur, por una cadena entre el Canal de la Creueta (al oeste) y el Forado de Coma de Castell (al este). Esta cadena va bajando siempre hacia el centro, hasta los 1.983,2 m s. n. m., en los Pletius de la Creueta, donde se encuentra el tritérmino entre Hortoneda de la Conca (Conca de Dalt), Cabó (del Alto Urgel) y Abella de la Conca (del Pallars Jussá).

##### Límite con Abella de la Conca
De los Pletius de la Creueta, el terminal con Abella de la Conca (el valle de Carreu) sigue la dirección oeste. No sigue ningún accidente geográfico concreto, sino aproximadamente una línea recta que pasa por la cabecera del Clot de la Dona Morta, y justo en el límite sur de la Pinata Fosca y al sudeste del Pletiu dels Roquissos, cerca de la Font de Fonts (a una altitud de 1.885,5), el terminal cambia de dirección hacia el sudoeste. Está justo en el cruce de las pistas de Boumort y de les Bordes de Segan, donde se hallan los restos de una borda. Sin seguir tampoco ningún accidente geográfico, el terminal baja por el Pletiu Gras hacia el lado este de una cadena hasta que en las Solanes de Carreu (1.690 m s. n. m.) vuelve a emprender la dirección oeste, en un lugar sin ningún elemento de relleno que pueda servir de referencia. Atraviesa el barranco de Baixera y, a punto de alcanzar el serrado Blanc (a 1.580 m s. n. m.), vuelve a cortar hacia el sudoeste. Al cabo de un poco alcanza la parte sudoeste del serrado Blanc (1.518,8 m s. n. m.) y, siempre hacia el sudoeste, baja por los contrafuertes del serrado nombrado, hacia el barranco de la Malallau, atravesando las Solanes del Pla del Tro. Lleva a este barranco cerca de la Font de les Passades (1.175 m s. n. m.).
El terminal sigue entonces el barranco de la Malallau hacia el sur, hasta encontrarse con el río de Carreu, a 920 m s. n. m. Atraviesa este río y comienza a subir hacia la sierra de Carreu primero por un lado que queda justo delante (al sur) del barranco de la Malallau, y al cabo de poco por una cadeneta, girando hacia el sudeste por el lugar conocido como les Gargalles Altes, al este de la Obaga de Gallinova, hasta la cima de lo Tossalet, a 1.634,6 m s. n. m. En este lugar el terminal discurre por el límite con el valle de Abella, donde está la villa de Abella de la Conca. Continúa la división de los dos términos hacia el oeste-suroeste por la cortada de aguas, y va bajando progresivamente hasta los 1.550 m s. n. m. para volver a subir enseguida hacia la cima del Gallinova, a 1.687,3 m s. n. m.
Del Gallinova, el terminal continúa hacia el oeste, siempre por la cadena más alta, pero que ahora baja rápidamente por el paso del Llop y ahora va girando progresivamente hacia el oesnoroeste. Por el norte de los Feixans del Pas del Llop, se llega al collado de Gassó, donde estuvo Cal Trumfo (a 1.175,5 m s. n. m.), donde se encuentra un nuevo hito triterminal, ahora entre Hortoneda de la Conca (Conca de Dalt), Abella de la Conca y el antiguo término de Orcau, hoy en día incluido en el término municipal de Isona y Conca Dellá.

##### Límite con Isona y Conca Dellá (antiguo término de Orcau)
De Cal Trumfo al collado de Gassó (o Portell de Gassó) el terminal con Orcau (de Isona y Conca Dellá) baja hacia el sursudoeste por las bajantes sur-orientales de la sierra de Montagut, donde hay una notable risquera, por debajo de la cual pasa el terminal. Siempre en la misma dirección, encima del paso la Vena (1.169,9 m s. n. m.) por donde pasa la pista del Portell. Un poco al sudoeste del paso la Vena, la línea de término cambia de dirección y emprende hacia el oeste-suroeste, sin seguir ningún accidente geográfico, y de forma paralela a la pista nombrada. Cuando llega a una ligera cadena (a 1.050 m s. n. m.) vuelve a cambiar de dirección. Ahora hacia el oeste-noroeste, va siguiendo de forma paralela por el norte a un barranco afluente del barranco de les Collades hasta encontrar la cadena de la montaña de Sant Corneli (1.100 m s. n. m.), cadena que ya no deja hasta la mitad de la Costa Gran (a unos 1.080 m s. n. m.) donde se topa con el límite con el antiguo término de Aramunt, donde comenzaba esta descripción.

#### El interior del término
El interior del antiguo término de Hortoneda de la Conca es un conjunto de valles y cadenas que bajan de las sierres del Boumort (sector oriental), de Carreu (sector sud-oriental) y de la montaña de Sant Corneli (en medio del término), hacia el río Noguera Pallaresa, que discurre por su límite nor-occidental y su afluente del barranco de l'Infern, llamado en la cabecera barranco de la Torre de Senyús y, más arriba, barranco Negre.
Al sur está el valle del río de Carreu, que hasta 1847 acogía dos de los ayuntamientos en aquel entonces: Herba-savina al este, y Pessonada y el Mas de Vilanoveta al oeste.

##### Herba-savina
Delimitada al sur por la sierra de Carreu, al este por el término municipal de Abella de la Conca, en el valle de Carreu, y al norte por el extremo oriental de la Sierra de Pessonada y el Roc de la Feixa, que acoge la Roca Roja (1.416,6 m s. n. m.) y el serrado de l'Agranador, que acoge La Cogulla (1.623,3 m s. n. m.). Al oeste se abre el valle del río de Carreu en el sector de Pessonada y Vilanoveta, o Mas de Vilanova. La separación entre Herba-savina y Pessonada la marcaba la cadena norte de Montagut (1.348,1 m s. n. m.), que desde el sur cierra el valle del río de Carreu y enfrente el serrado de les Comelletes. El Forat des Arts es el estrecho por donde pasa el río de Carreu en este lugar.
El pueblo de Herba-savina, único núcleo de población de este ayuntamiento existente entre 1812 y 1847, está en la mitad norte del valle, en una posición céntrica entre levante y poniente. Está de hecho debajo mismo del extremo oriental del Roc de Pessonada. Fuera del pueble, como población dispersa se hallaba el antiguo molino llamado lo Molinot, en el mismo río de Carreu, al sudoeste de Herba-savina, y algunas bordas (ya abandonadas) como la Borda del Manel y la Borda del Tarrufa, al noreste de Herba-savina y la Borda de Grapes al oeste, bajo el Roc de Pessonada.
El río de Carreu vertebra el territorio de Herba-savina. Entra procedente del valle de Carreu, a los pies del serrado de la Malallau, donde el barranco de la Malallau afluye en el río, que va del norte y hace de límite. Van bajando sus aguas en el río de Carreu todo del deshielo y barrancos procedentes de ambos lados, cada uno de los cuales marca un pequeño valle separado del contiguo por sierras y serrados interiores que hacen que el territorio sea muy cortado. De este a oeste se hallan el barranco del Clot dels Avellaners, afluente por la izquierda (sur) que queda enmarcado al este por la Pala de Pedro y al oeste por la Pala de Font Freda. Poco después llega por la derecha (norte) el barranco del Clot de Carabasser, enmarcado por la Roca Redona (1.027,3 m s. n. m.) y el serrado del Pou.
Cortos barrancos, el nombre de los cuales por ahora es desconocido, afluyen de norte y sur, delimitados al norte por el serrado del Pou, el serrado del Joquer y el serrado de les Serretes, y al sur por el serrado de l'Oriol. Cerca ya del pueblo de Herba-savina llega por la izquierda el barranco del Clot del Todó, que se abre paso entre la Pala de la Berruga (al este) y la Pala del Moro y el Tossal del Senyal (997,2 m s. n. m.) al oeste. Poco después, por la derecha afluye el barranco formado por el barranco dels Bancals (del Joquer en su parte alta), que pasa entre el nombrado serrado del Joquer y el pueblo de Herba-savina, y del Canalot, que proviene de la parte occidental del pueblo. Justo después el barranc del Clot de Planers, que llega al río de Carreu justo en el lugar de lo Molinot.
Poco después va por la izquierda el barranco de Estobencs, que procede del lado occidental de los nombrados tozal del Senyal y Pala del Moro, y unos cuantos pequeños barrancos por el lado derecho que bajan del serrado de Planers y la Costa de Perenllong, por donde discurre la pista que llega a Herba-savina y Carreu desde Pessonada. El barranco de Castellet y el del Forat Roig (Roi, en el habla local) llegan al cabo de poco por la izquierda, procedentes de ambos lados de la sierra de Montagut, y por la derecha, el barranco de Joncarlat, que va de las bajantes occidentales del serrado des Bigues. Del sur bajan pequeños barrancos de las bajantes septentrionales de la sierra de Montagut y de la Pala des Arts, y del norte vienen al río de Carreu de otros barrancos, entre los cuales destaca el barranco de Prat la Vall, que baja del serrado del Vedat y del serrado del Qüell, que es el que cierra el territorio de Herba-savina por el oeste.

##### Pessonada y el Mas de Vilanova
El sector de Pessonada y el más de Vilanoveta se abre al oeste de Herba-savina, en un lugar donde el río de Carreu ensancha considerablemente su valle, en parte porque el mismo sierra de Pessonada, que marca siempre el límite norte, se va abriendo hacia el noroeste. El límite sur está definido por la montaña de Sant Corneli, y los límites este y oeste respectivamente por el territorio del pueblo de Herba-savina y el antiguo término de Aramunt.
El río de Carreu continúa siendo el principal definidor del sector de Pessonada. Este río entra en territorio de Pessonada en el Planell de les Bruixes, justo al oeste del Forat des Arts. Por la izquierda afluye el barranco de les Collades, que baja de la montaña de Sant Corneli y del sector occidental de la Pala des Arts y de la sierra de Montagut. Por la derecha afluye el barranco de Bull-i-bull, con el barranco des Greixes en la cabecera, enmarcada al este por el serrado de la Guàrdia y al oeste por la sierreta donde está el Mas de Vilanova o Vilanoveta.
Este caserío, que antiguamente había dependido de Pessonada, conserva hoy en día poco que recuerde que había constituido un núcleo de población. Se encuentra Casa Toà (todavía entera), la Casa Janotet (al noroeste), la Casa Boer (más al sudoeste), ambas en ruinas, y la iglesia de iglesia de San Martín. A menos de 400 metros al sudoeste de esta iglesia se hallan los restos de otra iglesia, esta románica, dedicada a san Pedro.
Pasada Vilanoveta afluyen barrancos al río de Carreu desde el norte, de la montaña de Sant Corneli, de los lados por donde se sitúa el bosque de Pessonada. El territorio de Pessonada y el Mas de Vilanoveta se acaba pronto, ya que enseguida se encuentra el antiguo terminal con el término de Aramunt y por tanto se acaba el tramo del valle del río de Carreu que corresponde a Pessonada.
El pueblo de Pessonada se sitúa al noroeste del Mas de Vilanoveta, a 2 km en línea recta. Entre los dos se abren unos pequeños valles de barrancos afluentes del río de Carreu, pero ya dentro del término de Aramunt, de manera que solo la parte alta corresponde a Pessonada. Todos provienen de la sierra de Pessonada, omnipresente detrás de Pessonada. Se trata del barranco Gran, que recibe en la cabecera el barranco dels Horts y más al oeste el barranco de Cotura, entre los cuales se extiende el serrado Gros, y el barranco dels Rius, enmarcado al noroeste por la sierra de Sant Esteve, al nordeste por el pueblo y la sierra de Pessonada, y al sudeste por el serrado Gros. Más al noroeste está todavía el barranco de les Lleres y el de Miret, que se forman en el extremo noroccidental de la sierra de Pessonada, en el lugar llamado Feixancs de la Tremor. Aquí se cierra el territorio de Pessonada y el Mas de Vilanoveta.

##### Hortoneda
Toda la parte norte del antiguo término de Hortoneda de la Conca, más de la mitad de su extensión, pertenece al pueblo de Hortoneda. En esta parte prácticamente todos los barrancos siguen la dirección norte-sur, decantándose en diversos grados hacia el oeste.

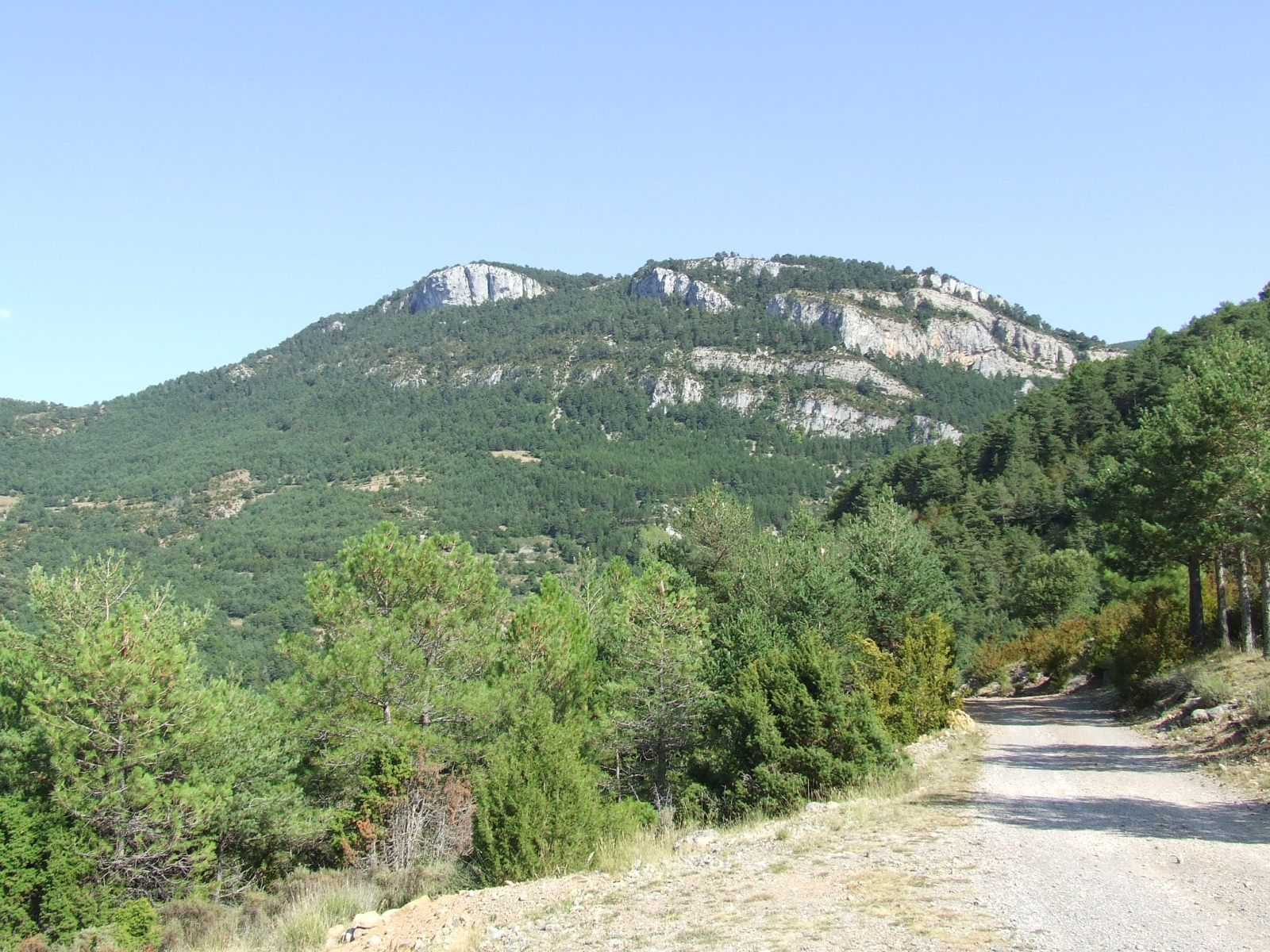
La sierra de Penalta y las sierras del Comeller, camino de la sierra de Boumort.

En el extremo este del territorio de Hortoneda se halla en la mitad sur la sierra de Boumort, y al norte el valle del barranco de la Coma d'Orient. En medio el barranco de Perauba marca un pequeño valle en la cabecera que nace de la misma sierra de Boumort y se va profundizando y haciendo más importante a medida que avanza y, sobre todo, cuando gira y se va hacia el noroeste.
La sierra de Boumort forma una de las reservas naturales más importantes de Cataluña, que incluye la mayor parte del antiguo término municipal, además de territorios de los términos limítrofes.
El punto más elevado de la sierra de Boumort es el Cap de Boumort (2.076,2 m s. n. m. y forma una cadena de noreste a sudoeste, delimitada en término de Hortoneda de la Conca por el collado de la Creueta de Boumort (2.045,6 m s. n. m.) al noreste y el collado de Colls (1.987,2 m s. n. m.). Esta sierra continúa con la sierra de Planell Ras (1.936,1 m s. n. m.) y todavía inflexionando hacia el noroeste, en la sierra de la Travessa. Esta última enlaza por el Bony dels Coms (1.831,6 m s. n. m.), el Bony de Font de Macià (1.797,9 m s. n. m.), el Bony del Cumó y el Bony dels Clots (1.689,6 m s. n. m.) con el serrado dels Boix de la Serra (1.637,2 m s. n. m.) y el Roc de Sant Cristòfol y el Montpedrós (1.614,2 m s. n. m.). Del Montpedrós, continúa bajando una cadena, la de la sierra de Coll de Neda (1.320,6 m s. n. m.), que enlaza con el Cap de l'Alt de Baiarri (1.408,8 msm), ya dentro del término de Claverol, en su antiguo enclave de els Masos de Baiarri. Esta larga continuidad de cadenas divide en diagonal en dos el territorio de Hortoneda: al noreste, el sector presidido por la sierra de Boumort; al suroeste, el que está centrado en el pueblo de Hortoneda.
Al norte de la sierra del Boumort naciendo de sus bajantes septentrionales, se halla el valle del barranco de Perauba. Está forma en el espacio delimitado por las sierras de Planell Ras al sur, y la sierra de Palles al norte, a partir de la unión del barranco de la Solana de Palles y el Canal de l'Obaga. Este barranco una vez pasado el serrado dels Trossos dels Arrendadors y las Rocs del Comeller, donde forma un bonito salto de agua de unos 35 metros de desnivel, justo a mitad de la Torre de Perauba y a ras de la espluga de l'Oli d'Ermini. Aquí el barranco se encajona entre dos risqueras importantes: la de las Rocs del Comeller al este y la del Roc de Sant Cristòfol al oeste. El barranco de la Solana de Palles se funde al fondo del valle con el barranco de la Font Freda, y al cabo de poco llega a la fuente de Perauba, en la Coma de Perauba. El barranco pasa a llamarse barranco de Perauba. Recibe al cabo de poco por la derecha el barranco de Sant Pere (se unen justo debajo y al sudoeste de la borda del Músic), y el valle, siempre al norte baja encajado entre las sierras (que quedan al oeste) y las Roques de Brunet (1.322,7 m s. n. m.) y la Roc del Corral del Peló (1.362,2 m s. n. m.), con la Espluga del Corral del Peló al lado, al sur y al norte de las cuales afluyen los dos barrancos, uno a cada lado. El del sur tiene en la cabecera el barranco de Sant Andreu, y el del norte tiene el barranco de l'Era del Tardà.
Ya en la parte baja, el barranco de Perauba deja al este las Rocs de Brunet u al oeste las Costes de Baiarri. Recibe por la derecha el barranco dels Carants, con la afluencia en la parte alta del barranco de Pedra Ficada por el norte y del barranco de la Coma d'Orient por el sur. El encuentro de estos dos se da debajo y al sudoeste de la Torre de Senyús. En encuentro de las Rocs de la Torre forma el último tramo del barranco, justo antes de atravesar este barranco en el de Castilló, donde está el límite municipal y comarcal.
En el extremo norte del término se encuentra la Torre de Senyús, en la Rebollera, una pequeña sierra que alcanza los 1.367,4 m s. n. m.

### Núcleos de población
| Entidad de población | Habitantes (2005) |
| -------------------- | ----------------- |
| Els Masos de la Coma | 0                 |
| Herba-savina         | 0                 |
| Hortoneda            | 45                |
| Perauba              | 0                 |
| Pessonada            | 50                |
| Segan                | 0                 |
| Senyús               | 0                 |
| Vilanoveta           | 0                 |
| Fuente: Municat      |                   |

Los núcleos de población de este antiguo municipio eran Hortoneda (cabeza del distrito municipal), Pessonada, Herba-savina, Segan y Vilanoveta. Tan solo los dos primeros son actualmente poblaciones habitadas. El resto se ha despoblado del todo a lo largo del siglo XX.
En la zona más montañosa del antiguo término (al este), cerca del antiguo caserío de Segan, se encuentra la ermita románica de ermita de San Cristóbal de Montpedrós cerca de un collado entre el Montpedrós (1.614 m s. n. m.) i el serrado dels Boix de la Serra. Todavía más al este de Montpedrós se halla la Torre de Perauba, de construcción románica y situada ya en plena sierra del Boumort.
| Pueblos del antiguo término de Hortoneda de la Conca | Pueblos del antiguo término de Hortoneda de la Conca | Pueblos del antiguo término de Hortoneda de la Conca |
| ---------------------------------------------------- | ---------------------------------------------------- | ---------------------------------------------------- |
|                                                      |                                                      |                                                      |
| Les Bordes dels Masos de la Coma                     | Herba-savina                                         | Hortoneda                                            |

|           | [[Archivo:\|250px]] |            |
| Pessonada | Las Bordas de Segan | Vilanoveta |

## Historia
El lugar documentado desde más antiguo es Pessonada. Hortoneda, Herba-savina y Vilanoveta no aparecen en los documentos conservados hasta el siglo XIV, como también se expone en sus artículos.
Se conservan dos despoblados medievales sobre los cuales hay poca documentación. Son el de Perauba, en los alrededores de la Torre de Perauba, y el de Senyús, en los alrededores de la Torre de Senyús.

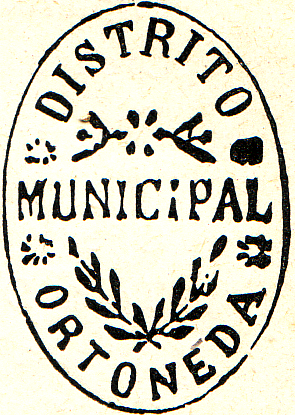
Sello municipal sobre el año 1912.

Hortoneda de la Conca no ha sido nunca un término apenas poblado. En 1718 se tiene registrados 146 habitantes, que ascienden a 192 en 1787 (en todo el término). En 1860, como en muchos pueblos de la comarca, se alcanzó el máximo histórico: 711 habitantes. A partir de entonces comenzó una progresiva despoblación: 482 en 1900, 521 en 1920, 468 en 1930, 329 en 1940, 294 en 1950, 255 en 1960, 191 en 1970 y 120 en 1981. En 2005 fueron censadas 95 personas, concentradas en Hortoneda y Pessonada, ya que el resto de núcleos se encuentran completamente despoblados.
En 1847 Hortoneda (Ortoneda, en los documentos de la época) tenía 45 vecinos (cabezas de casa), de los que 37 eran electores contribuyentes y uno de capacitados (eran electores censatarios, que tenían que reunir una serie de requisitos relativos a la condición social, renta y clase social). Para ello se pudo mantener su ayuntamiento, superando la barrera de los 30 que representaba el límite para subsistir como ayuntamiento independiente o tenerse que agregar a otro pueblo. Su ayuntamiento estaba constituido por un alcalde, un teniente de alcalde y 3 regidores.

## Lugares de interés

### Histórico
- Pueblo de Hortoneda
- Iglesia de Santa María (Hortoneda)
- Iglesia de San Cristóbal (Montpedrós)
- Pueblo de Pessonada
- Iglesia de Madre de Dios de la Plana
- Iglesia de San Martín (Vilanoveta)
- Iglesia de San Pedro (Vilanoveta)
- Pueblo de Herba-savina
- Torre de Perauba
- Torre de Senyús

### Paisajístico
- Sierra del Boumort
- Sierra de Carreu
- Sierra de Pessonada
- Valle alto del río de Carreu
- Roc de Santa

## Actividad económica
El antiguo término de Hortoneda de la Conca, muy montañoso, era pobre en recursos terrestres. Se explotaban principalmente los recursos forestales y la producción de madera para la construcción, para leña o para la elaboración de tejas y de carbón vegetal.
Aparte de la actividad forestal, la agricultura era la base de partidas de bosque que permitían el acceso a tierras de cultivo, pero siempre por un breve espacio de tiempo, cosa que a la larga empobrecía el término de recursos forestales, además de no conseguir nunca una agricultura de escaso nivel. En estas tierras se producía trigo, centeno, patatas, vino, aceite y legumbres (cuando había bastante lluvia), pero en menor cantidad que en otras localizaciones de los alrededores. En cuanto a la ganadería, había ovejas y cabras a, en el macizo del Bou Mort y en la sierra de Carreu.
Modernamente ha habido poca variación. Solo cultivan 1,694 ha de terreno (un 13 % del antiguo término), destacando sobre todo el centeno y el trigo, seguidos de los forrajes, los olivos y las patatas, aunque en notable recesión. En cuanto a la ganadería, se conserva bastatne ganado ovino, y ha crecido considerablemente el porcino.

## Servicios turísticos
La oferta turística del antiguo término de Hortoneda de la Conca es poco amplio. Hay alguna casa de turismo rural por la zona.
La proximidad de la Puebla de Segur suplementa esta falta de recursos turísticos en Hortoneda y Pessonada.

## Comunicaciones
Como en otros términos pallareses, Hortoneda no dispone de ninguna carretera de rango superior. Sí que hay algunas pistas rurales asfaltadas, sobre todo en los dos pueblos todavía habitados: Hortoneda y Pessonada.
Desde la pista local asfaltada de el Pont de Claverol a Aramunt, unos 500 metros al sur del Pont de Claverol, sale hacia el este la pista asfaltada que lleva tras muchas curvas y una fuerte subida al pueblo de Claverol y seguidamente al de Hortoneda, donde se acaba el asfaltado en el barrio de Segalars. A partir de aquí la pista continúa hacia la parte este del antiguo término de Hortoneda de la Conca, hacia la sierra de Boumort, pero ya sin asfaltar. Se trata de una pista en general transitable, pero que en algunas épocas del año puede quedar cortada por agua y nieve.
El acceso a Pessonada se hace desde más al sur de la misma carretera local del Pont de Claverol a Aramunt. Hay que seguir poco más de dos kilómetros más al sur que la pista anterior, y se encuentra el desvío de la pista asfaltada que, hacia el este y también ganando bastante altura, lleva en primer lugar al pueblo de Sant Martí de Canals y más tarde al de Pessonada. De Pessonada la pista ya está sin asfaltar y continúa hacia Herba-savina, Vilanoveta y Carreu, pero con un suelo bastante irregular que hace la pista intransitable durante buena parte del año.
Estas son las dos únicas vías de comunicación accesible para todo tipo de vehículos. Aparte de ellas hay dentro del antiguo término de Hortoneda de la Conca otras pistas que llevan a la parte más montañosa del término (Segan, la sierra de Boumort, la Torre de Perauba...), pero la mayor parte son solo aptas para vehículos todoterrenos o para excursiones a pie.
A través de las dos pistas asfaltadas Hortoneda de la Conca se comunica con la cabeza del municipio actual: el Pont de Claverol, o la Puebla de Segur, donde tiene acceso a las líneas interurbanas de transporte por carretera o al ferrocarril, en la línea de Lérida a la Puebla de Segur.